# أرت جونسون
أرت جونسون (بالإنجليزية: Art Johnson)‏ هو لاعب كرة قاعدة أمريكي، ولد في 15 فبراير 1897 في وارن في الولايات المتحدة، وتوفي في 7 يونيو 1982 في ساراسوتا في الولايات المتحدة.

## وصلات خارجية
- أرت جونسون على موقعبيزبول رفرنس.كوم (الدوري الرئيسي) (الإنجليزية)